# Burundis damlandslag i volleyboll
Burundis damlandslag i volleyboll  representerar Burundi i volleyboll på damsidan. Laget organiseras av Fédération Burundaise de Volleyball. De deltog i afrikanska mästerskapet 2021, där de kom på fjärde (sista) plats i sin grupp i första omgången utan att vinna något set. De deltog inte i det följande placeringsspelet.